# Angol labdarúgó-bajnokság (másodosztály, 1892–1992)
A Football League Second Division volt az angol labdarúgás második legmagasabb osztálya 1892 és 1992 között. A Premier League 1992 nyári létrejöttével a bajnokság már csak a 3. legmagasabb osztály lett.
A bajnokságot 2004-ben kereskedelmi okokból átnevezték, ekkor Football League Division One lett a neve.
A bajnokság résztvevőinek száma többször változott. 1893-ban 16-an, majd az azt követő 4 évben már 18 volt a maximális indulók létszáma. Legtöbbször 22-en indultak a bajnokságban, ezt a rendszert 1917-től egészen 1987-ig használták. Ekkor egy szezonra 23-ra növelték az indulók létszámát, majd 1988-tól 24 csapat indulhatott az osztályban.